# Amblyteles aterrimus
Amblyteles aterrimus là một loài tò vò trong họ Ichneumonidae.